# Gouvernement Pinay
Quatrième République
Gouvernement Edgar Faure I Gouvernement René Mayer
France - Quatrième République - Présidence Vincent Auriol (1947-1954)

## Chronologie

### 1952
- 28 février : Chute du gouvernement Edgar Faure.
- 8 mars : Début du gouvernement Antoine Pinay président du Conseil, avec une majorité de centre-droit ; Pinay obtient l'investiture grâce aux voix de 27 membres du RPF emmenés par Frédéric-Dupont, mais contre l'avis du général De Gaulle[1].
- 26 mai : Lancement de l'emprunt Pinay (1952-1958), avec une garantie sur le cours de l'or et dispensé des droits de succession et de donation.
- 27 mai : Signature du traité de Paris instituant la Communauté européenne de défense (CED).
- 28 mai : Émeutes communistes à Paris contre le Général Ridgway, affaire des pigeons du communiste Jacques Duclos.
- En juillet : Adoption de l'échelle mobile des salaires.
- 25 octobre : Inauguration du barrage de Donzère-Mondragon.
- 23 décembre : Le gouvernement Antoine Pinay démissionne à la suite de la consigne d'abstention donnée par le MRP sur le vote des questions de confiance posées sur la loi de finances.

### 1953
- 8 janvier : Début du gouvernement René Mayer.

## Composition

### Président du Conseil
| Image | Fonction             |  | Nom           | Parti |
| ----- | -------------------- |  | ------------- | ----- |
|       | Président du Conseil |  | Antoine Pinay | CNIP  |

### Ministres d'État
| Image | Fonction                                                      |  | Nom             | Parti |
| ----- | ------------------------------------------------------------- |  | --------------- | ----- |
|       | Ministre d'État                                               |  | Henri Queuille  | RAD   |
|       | Ministre d'État, chargé des Relations avec les États associés |  | Jean Letourneau | MRP   |

### Ministres
| Image | Fonction                                                    |  | Nom                   | Parti |
| ----- | ----------------------------------------------------------- |  | --------------------- | ----- |
|       | Ministre des Finances et des Affaires économiques           |  | Antoine Pinay         | CNIP  |
|       | Ministre de la Justice                                      |  | Léon Martinaud-Déplat | RAD   |
|       | Ministres des Affaires étrangères                           |  | Robert Schuman        | MRP   |
|       | Ministre de l'Intérieur                                     |  | Charles Brune         | RAD   |
|       | Ministre de la Défense nationale                            |  | René Pleven           | UDSR  |
|       | Ministre de l'Éducation nationale                           |  | André Marie           | RAD   |
|       | Ministre des Travaux publics, des Transports et du Tourisme |  | André Morice          | RAD   |
|       | Ministre de l'Industrie et du Commerce                      |  | Jean-Marie Louvel     | MRP   |
|       | Ministre de l'Agriculture                                   |  | Camille Laurens       | CNIP  |
|       | Ministre de la France d'outre-mer                           |  | Pierre Pflimlin       | MRP   |
|       | Ministre du Travail et de la Sécurité sociale               |  | Pierre Garet          | CNIP  |
|       | Ministre des Anciens combattants et Victimes de guerre      |  | Emmanuel Temple       | CNIP  |
|       | Ministre de la Santé publique et de la Population           |  | Paul Ribeyre          | CNIP  |
|       | Ministre de la Reconstruction et de l'Urbanisme             |  | Eugène Claudius-Petit | UDSR  |
|       | Ministre des PTT                                            |  | Roger Duchet          | CNIP  |

### Secrétaires d'État
| Image | Fonction                                                                  |  | Nom                                             | Parti |
| ----- | ------------------------------------------------------------------------- |  | ----------------------------------------------- | ----- |
|       | Secrétaire d'État à la Présidence du Conseil et aux Finances              |  | Félix Gaillard                                  | RAD   |
|       | Secrétaire d'État à la Présidence du Conseil                              |  | Raymond Marcellin                               | CNIP  |
|       | Secrétaire d'État à la Présidence du Conseil                              |  | Guy Petit (à partir du 14 mars 1952)            | CNIP  |
|       | Secrétaire d'État au Budget                                               |  | Jean Moreau (à partir du 14 mars 1952)          | CNIP  |
|       | Secrétaire d'État aux Finances                                            |  | Pierre Abelin (à partir du 18 septembre 1952)   | MRP   |
|       | Secrétaire d'État aux Affaires économiques                                |  | Michel Tony-Révillon (à partir du 14 mars 1952) | RAD   |
|       | Secrétaire d'État aux Affaires étrangères                                 |  | Maurice Schumann                                | MRP   |
|       | Secrétaire d'État à la Guerre                                             |  | Pierre de Chevigné                              | MRP   |
|       | Secrétaire d'État à la Marine                                             |  | Jacques Gavini                                  | CNIP  |
|       | Secrétaire d'État à l'Air                                                 |  | Pierre Montel                                   | CNIP  |
|       | Secrétaire d'État aux Beaux-arts                                          |  | André Cornu (à partir du 14 mars 1952)          | RAD   |
|       | Secrétaire d'État à l'Enseignement technique, à la Jeunesse et aux Sports |  | Jean Masson (à partir du 14 mars 1952)          | RAD   |
|       | Secrétaire d'État à la France d'outre-mer                                 |  | Louis-Paul Aujoulat (à partir du 14 mars 1952)  | MRP   |